# Discorola

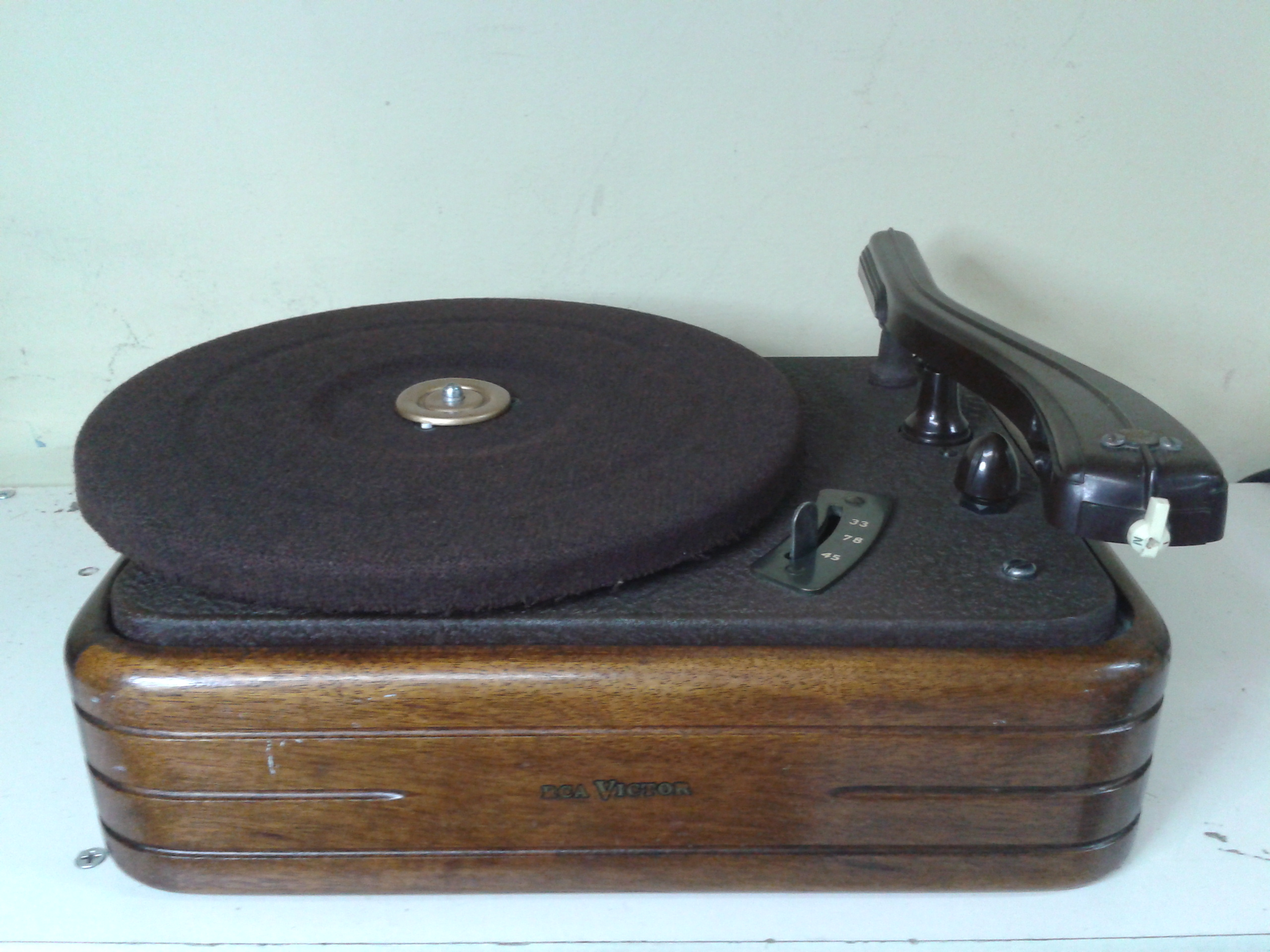
Discorola RCA Victor modelo R25M-3-A fabricado en Chile por Corporación De Radio De Chile (C.R.C.).

La Discorola es en Chile, un tipo de tocadiscos pequeño y sin circuito de amplificación, que comenzó a fabricarse a fines de los años cincuenta hasta fines de los años sesenta, por la Corporación de Radio de Chile (C.R.C.) comercializado con su propia marca C.R.C., y también con la marca RCA Victor. (La C.R.C. fue la empresa representante en Chile de RCA hasta los años setenta, cuando cambia su nombre a Industria de Radio y Televisión, I.R.T.)
La discorola llevaba un cordón de salida de audio monofónico(directo de la cápsula, y pasando por un potenciómetro de ajuste de salida ) que se conectaba a la entrada ubicada detrás de un receptor de radio, también monofónico (generalmente de la misma marca ) mediante conectores RCA.
El receptor llevaba la entrada de audio etiquetada como "enchufe de pick-up de la discorola" indicando al usuario que allí podía conectarse un tocadiscos, y a la vez, a modo de propaganda, recomendarle la compra de este artículo.
Éstos tocadiscos comenzaron a fabricarse, en general, sin cubierta protectora y sólo para usarse con discos de 78 RPM. Posteriormente se adoptaron las velocidades 33 RPM y 45 RPM de los discos microsurco debido a su alta demanda y posterior decadencia de los discos de gomalaca.
Las discorolas fueron pensadas principalmente para la gente de clase popular, ya que muchas personas no tenían medios para adquirir radios y tocadiscos amplificados por separado. Entonces la discorola se convirtió en el aditamento de bajo costo ideal para transformar el radio de la casa (muchas veces el único) en un radiofonógrafo capaz de reproducir cualquier disco de venta en el comercio, a un precio más accesible.